# Sultanija
Sultanija (perzijski: سلطانيه; dosl. Carska) je bila negdašnja prijestolnica Ilhanida, iranskih vladara mongolskog podrijetla iz 14. stoljeća, koja se nalazi u Zandžanskoj pokrajini na sjeverozapadu Irana odnosno oko 240 km zapadno od Teherana. 
Središnja znamenitost Sultanije je Mauzolej kana Oldžeitua, vladara Ilhanata od 1280. – 1316. godine, poznat i kao „Kupola Sultanije”. On je podignut između 1302. i 1312. godine i najstarija je kupola s dvostrukim stijenkama u Iranu. Težinom od oko 200 tona i visinom od 49 metara od dna građevine, ona je jedna od najvećih kupola od opeke na svijetu, poslije kupola Firentinske katedrale i Aja Sofije. Njezina važnost u islamskoj arhitekturi se može usporediti s utjecajem Brunelleschijeve kupole firentinske katedrale na renesansnu arhitekturu. Snažno je utjecala na izgled Mauzoleja Hodže Ahmeda Jasavija u Kazahstanu i Tadž Mahala u Indiji, a prema mišljenju talijanskih stručnjaka i na samu Brunelleschijevu kupolu. Zbog toga je Sultanija 2005. godine upisana na UNESCO-ov popis mjesta svjetske baštine u Aziji i Oceaniji. 
Većina vanjskih ukrasa Oldžeituovog mauzoleja je izgubljena, ali su iznutra sačuvani izvrsni mozaici, keramika i freske. Eksterijer se trenutačno restaurira pod vodstvom Iranskog ministarstva kulture.

## Galerija
- Freska s prikazom negdašnjeg izgleda Sultanije
- Presjek Oldžeituovg mauzoleja
- Mozaik na podu mauzoleja
- Freskom oslikani svod
- Mauzolej Ogli Čalabija

## Vanjske poveznice
- Službena stranica  Arhivirana inačica izvorne stranice od 14. lipnja 2006. (Wayback Machine) (engl.) Preuzeto 28. svibnja 2011.
- Video Sultanije
- Farnoush Tehrāni, The Crown of All Domes, s Jadid Online, 31. prosinca 2009., na perzijskom: .
• Audio slideshow:  (6 min 45 sec)
- Iran: Sedam lica civilizacije - Šesto lice: Poput čempresa  Arhivirana inačica izvorne stranice od 12. kolovoza 2011. (Wayback Machine) (Iran.hr)

### Ostali projekti
|  | Zajednički poslužitelj ima još gradiva o temi Sultanija |